# Ottiglio
Ottiglio, (Autij en piemontès) és un municipi situat al territori de la província d'Alessandria, a la regió del Piemont (Itàlia).
Limita amb els municipis de Casorzo, Cella Monte, Cereseto, Frassinello Monferrato, Grazzano Badoglio, Moncalvo, Olivola i Sala Monferrato. Pertany al municipi la frazione de Moleto.